# Pedro Abrunhosa
Pedro Machado Abrunhosa (Oporto, 20 de diciembre de 1960) es un cantante y compositor portugués.

## Biografía
Inicia pronto sus estudios musicales. Termina el curso de Composición en el Conservatorio de Música de Oporto y después estudia y trabaja con los profesores Álvaro Salazar y Jorge Peixinho. Hace el curso de Pedagogía con el profesor polaco Jos Wuytack.
Desde 12 de abril de 2010 su álbum "Longe" se encuentra disponible para venta, cuando se publicó también el último su sitio web - http://www.abrunhosa.com/. La apariencia del sitio, se modifica según la hora del día en que visita, acompañada de efectos de sonido adaptados al tiempo y al lugar que evocan las imágenes de fondo. Fue un proyecto desarrollado por dos compañías de Puerto (Porto/Portugal): Basepoint (Desarrollo) - http://www.basepoint.pt - y del Campo Visual (Design) - http://www.campovisual.com.

## Discografía

### Álbumes
- 1994 - Viagens.
- 1996 - Tempo.
- 1997 - Tempo Remix Versões.
- 1999 - Silêncio.
- 2002 - Momento.
- 2003 - Palco (3CD).
- 2007 - Luz.
- 2010 - Longe
- 2011 - Coliseu (DVD)
- 2013 - Contramão
- 2018 - Espiritual

### EP
- 1995 - F.

### DVD
- 2005 - Intimidades.

### Otras ediciones
- 1998 - Pedro Abrunhosa.

## Premios
- 2 Globos de Oro.
- Premio Bordallo de Imprensa.
- 4 premios BLITZ.
- 4 premios Nova Era.
- Premio prestigio Nova Gente.
- Premio de Mejor banda sonora, en España.
- Premio Mejor Compositor, por la RCL.
- Premio Telemóvel de Ouro.
- Premio Arco Iris 2007 de la Asociación ILGA Portugal por el tema "Balada de Gisberta", del álbum Luz.